# Zone naturelle protégée de Nepisiguit
La zone naturelle protégée de Nepisiguit est une aire protégée du Nouveau-Brunswick et l'une des 59 zones naturelles protégées de cette province du Canada.  Elle est située à l'est du parc provincial du Mont-Carleton avec lequel elle partage ses limites.

## Géographie
Nepisiguit couvre une superficie de 118,63 km2. Elle est située dans le comté de Northumberland et est limité à l'ouest du parc provincial du Mont-Carleton.
Le paysage est composé d'une région montagneuse dont l'altitude varie entre 248  et 730 m. Elle est composée du cours supérieur de la rivière Népisiguit. Elle sépare la chaîne des Missionnaires (Missionary Range), qui est localisé au nord  et le Corker's Gulch au sud. Plusieurs sommets atteigne entre 600 et 650 m.